# コミックレヴォリューション
コミックレヴォリューション（Comic Revolution）は、コミックレヴォリューション準備会が主催した、ジャンルを問わない同人誌即売会である。愛好者は略してレヴォ、Cレヴォなどと呼ぶこともある。希に、コミックレボリューションと書籍等に書かれているものがあるが、正しくは記事名の通りである。1987年1月から開催され、2005年4月24日に開催した"Comic Revolution37 FINAL"をもってその歴史に幕を下ろした。

## 概要
コミックマーケット（コミケ）と同様、ボランティアによる開催であり、企業による開催ではない。「オールジャンル同人誌即売会」を標榜しており、総合型独立系即売会として37回開催された。入場時に「サークルカタログ」の購入が義務づけられており、事実上の有料入場制をとっていた。当初は男性の参加者が少なかったが、1989年の第6回に男性に人気の高いサークルが参加してのち徐々に男性参加者が増えていった。1994年のコミックシティ in幕張の中止に端を発した表現規制の流れの中で、企業イベントが男性向けの性表現に対し厳しい態度を示したのに対し、当イベントは男性向け同人誌に寛容な姿勢をとった。そのため、後期には主に男性向け同人誌を制作するサークルが多く集まるようになった。
春と秋の年2回開催。会場は池袋サンシャインシティを使用。ただし、33と35の2回（2003年4月29日と2004年4月29日）は東京ビッグサイトで開催し、女性向サークル中心の同人誌即売会「コミックルネッサンス」を併催した。

## 終了後
当イベントの終了は、年2回のコミックマーケットの間を埋める男性向けのオールジャンル即売会が、東京地区から消滅することも意味した。このため、春・秋にこのイベントの後を埋める同種の即売会が複数立ち上がり、「ポストレヴォを巡る動き」として注目された。しかし、ほとんどは数回の開催にとどまり、長らく開催されていたサンシャインクリエイションも2014年をもって4月開催を取りやめたため、現在では2007年から開催されているCOMIC1（長らく春のみ開催だったが、2017年以降は秋にも開催）のみとなっている。